# Bohemian Rhapsody
«Bohemian Rhapsody» (укр. «Богемна рапсодія») — пісня британського рок-гурту «Queen». Автором композиції є Фредді Мерк'юрі, який написав її для альбому «A Night at the Opera» 1975 року. Це шестихвилинна сюїта, що складається з декількох розділів без приспіву: вступ, сегмент балади, оперний перехід, хард-рокова партія і рефлексивна кода. Пісня є поширеним прогресивним рок-жанром 1970-х років. За повідомленнями, це був найдорожчий сингл, хоча точна вартість виробництва невідома.
Коли пісня вийшла як сингл, «Bohemian Rhapsody» мала комерційний успіх, залишаючись на вершині «UK Singles Chart» протягом дев'яти тижнів, було продано понад мільйон копій до кінця січня 1976 року. Вона знову стала «номером один» чарту у 1991 році ще на п'ять тижнів, коли одна й та ж версія була перевидана після смерті Мерк'юрі, зрештою ставши третім найпродаванішим британським синглом всіх часів. Це також єдина пісня, яка двічі стала британським різдвяним синглом «номером один», одного й того ж виконавця. Вона очолила чарти в декількох інших країнах — Канаді, Австралії, Новій Зеландії, Ірландії і Нідерландах, а потім стала одним з найпродаваніших синглів усіх часів, було продано понад 6 мільйонів копій в усьому світі. У Сполучених Штатах пісня спочатку досягла максимальної 9-ї позиції у 1976 році, але повернулася до чарту у 1992 році після появи її у фільмі «Світ Вейна», де досягла нового піку посівши другу позицію в «Billboard Hot 100». 11 грудня 2018 року за даними музичного лейблу Universal Music Group композиція набрала 1,6 мільярдів прослуховувань і була визнана найпопулярнішою серед усіх композицій 20 століття і найпопулярнішою з пісень класичного року. Кількість завантажень пісні і оригінального відео перевищило 1,6 мільярда завантажень в глобальних потокових сервісах за запитом. Випуск однойменного фільму у 2018 році призвів до нової хвилі популярності й успіху пісні в чартах в усьому світі.
Хоча реакція критиків була спочатку змішаною, «Bohemian Rhapsody» залишається однією з найпопулярніших пісень «Queen» і часто потрапляє до сучасних списків найвидатніших пісень усіх часів. Сингл супроводжувався рекламним відеороликом, який багато вчених вважають першопроходцем. «Rolling Stone» заявив, що його вплив «не можна переоцінити, було практично вигадано музичний відеоролик за сім років до того, як „MTV“ вийшов у ефір». «The Guardian» розмістив музичне відео «Bohemian Rhapsody» на 31 позицію у своєму списку 50 ключових подій в історії рок-музики, додавши, що «відео буде відтепер обов'язковим інструментом маркетингу музики».
У 2004 році «Bohemian Rhapsody» було введено в «Зал слави премії „Греммі“». У 2012 році пісня очолила список загальнонаціонального огляду «ITV» у Великій Британії, ставши «Народним улюбленим номером один» за понад 60 років у музиці, у той час як вокальне виконання Мерк'юрі читачі «Rolling Stone» вибрали як найвеличніше у рок-історії.

## Історія і запис
Фредді Мерк'юрі вигадав «Bohemian Rhapsody» в своєму будинку в Лондоні. Продюсер пісні, Рой Томас Бейкер, розповів, як Мерк'юрі одного разу зіграв вступну частину балади на піаніно для нього: «Він зіграв початок на піаніно, потім зупинився і сказав: „І ось тут починається частина опери!“ Потім ми пішли повечеряти». Гітарист Браян Мей казав, що гурт вважав, що план Мерк'юрі для пісні був «інтригуючим і оригінальним та гідним праці“». За словами  Мея, хоча більшу частину матеріалу «Queen» написали у студії, та сама пісня «була в розумі Фредді», перш ніж вони почали працювати.
За словами друга Мерк'юрі Кріса Сміта (клавішника гурту «Smile»), Мерк'юрі вперше почав розвивати ідею створення «Bohemian Rhapsody» наприкінці 1960-х років; Мерк'юрі використовував для відтворення частини пісень, які він писав на фортепіано, а одна з його п'єс, відома просто як «Пісня ковбоя», містила тексти, які потрапили в завершену версію, що вийшла роками пізніше, у 1975 році, зокрема, рядок «Мамо… просто вбив людину». Цей рядок є відлунням Б-сторони синглу Роя Орбісона 1962 року, з піснею під назвою «Mama», яка також потрапила у збірку «Roy Orbison's Greatest Hits» (1962).
Запис пісні розпочався 24 серпня 1975 року в «Rockfield Studio 1», біля Монмута, Південний Уельс, після тритижневої репетиції на «Penrhos Court», біля Кінгтона, Герефордшир. Під час створення треку використали чотири додаткові студії («Roundhouse», «Sarm East Studios», «Scorpion» і «Wessex Sound Studios»). За словами деяких учасників гурту, Мерк'юрі подумки підготовлював пісню заздалегідь і керував гуртом у всьому. Мерк'юрі використовував концертний рояль «Bechstein», на якому він грав в промо-відео і у британському турі. Через складний характер пісні, вона була записана з різними розділами. Це був той самий рояль, на якому Пол Маккартні записав пісню «Hey Jude».
Мей, Мерк'юрі та барабанщик Роджер Тейлор виконували свої частини вокалу від десяти до дванадцяти годин на день. На запис всієї роботи пішло три тижні, а в деяких частинах містяться понад 180 різних повторювань. Оскільки на той час студії надавали лише двадцятичотирьохтрекові аналогові стрічки, троє музикантів були вимушені виконувати ці повторювання самостійно багато разів підряд, аби пізніше обробити цю роботу при подальших субміксах. Врешті-решт використали стрічки восьмого покоління. Різні ділянки стрічки, що містили бажані субмікси, повинні були бути з'єднані (розрізані і зібрані в правильній послідовності). Мей пізніше пригадував, що стрічка перебувала в переробці настільки багато разів, що коли вони прикладали її проти світла, то могли бачити через неї. Аналогічну історію розповів Тейлор 1977 року щодо складних накладень і субміксів у пісні «The March of The Black Queen» для альбому «Queen II». У той час гурт використовував шістнадцятитрекове обладнання.
Продюсер Бейкер пригадував, що соло Мея було виконане лише на одному треку, а не на записі з декількох треків. Мей заявляв, що він хотів скласти «невеличкий мотив, який би став аналогом загальної мелодії; я хотів не просто грати цю мелодію». Гітарист сказав, що його кращі матеріали походять саме від такого методу роботи — коли він думає про мотив перед тим, як награє на інструменті саму мелодію: «пальці зазвичай доволі передбачувані, якщо їх не поведе мозок».

Бейкер також згадував у 1999 році:
„Bohemian Rhapsody“ була абсолютно божевільною, але ми насолоджувалися кожною хвилиною. Це був жарт, але вдалий жарт. [Сміється] Нам довелося записати його в трьох окремих блоках. Ми зробили весь початковий біт, потім весь середній біт, а потім все завершення. Це було повне безумство. Середня частина почалася всього за пару секунд, але Фредді продовжував напирати з великою кількістю "Галілео", і ми продовжували доповнювати оперний розділ, але він напирав дедалі більше і більше. Ми не переставали сміятися. Це було в той час, коли рок-гурти так прагнули бути важкими. Це була не найкраща ідея. Це було дуже вліво від центру.

## Композиція і аналіз
«Bohemian Rhapsody» була пов'язана з кількома жанрами музики, включаючи прогресивний рок/симфонічний рок, хард-рок, і прогресив-поп. Пісня дуже незвичайна для популярного синглу, у ній немає приспіву, що поєднує розрізнені музичні стилі і містить лірику, яка уникає звичайні любовні розповіді, а замість цього містить натяки на вбивство і нігілізм.

Музикознавець Шейла Вайтлі вважає, що
...назва сильно спирається на сучасну рок-ідеологію, індивідуалізм богемного світу артистів, з рапсодією, яка підтверджує романтичні ідеали артроку». Коментуючи богемізм, вчена Джудіт Перейно сказала: «Мерк'юрі навмисно хотів, аби… [ця пісня] була у стилі "глузливої опери"; щось, що було би поза межами норм рок-пісень, і вона таки слідує певній логіці опери: приспіви із багатотрековими голосами чергуються із соло-вокалом у стилі арії, експресивні емоції, заплутаний сюжет.
Вона складається з розділів, починаючи зі вступу, потім піанінної балади, перш ніж гітарне соло введе до оперної інтерлюдії. Хард-рокова частина, що слідує за цим, закінчується кодою. Сингл гурту «The Beach Boys» «Good Vibrations» 1966 року, який також складався з окремих музичних розділів, записаних окремо, був попередником «Bohemian Rhapsody».
Пісня виконується в тональностях Сі-бемоль мажор, Мі-бемоль мажор, Ля мажор і Фа мажор, маючи розмір переважно в 4/4 метри. Такий музичний формат написання пісні як сюїти зі зміною стилю, тону і темпу, був незвичайним для більшості поп-музики і рок-музики, але поширений для прогресив-року. Жанр прогресив-року досяг свого художнього і комерційного зеніту між 1970 і 1975 роками в музиці британських гуртів, таких як «Jethro Tull», «Yes», «Genesis», «Emerson, Lake & Palmer», «Gentle Giant», «Van der Graaf Generator» і «Curved Air». Музика прогресивного року характеризувалася драматичними контрастами, частими змінами темпу і ритмічного характеру з однієї частини композиції в іншу. Гурти цього жанру змішували рок з класичною музикою, структурними особливостями та композиційними прийомами, використовуючи класичні музичні інструменти. «Queen» сприйняли прогресивний рок як один з їх численних різноманітних впливів. «Bohemian Rhapsody» пародіює безліч різних елементів опери, використовуючи пишномовні хори, саркастичну речитативну та спотворену італійську оперну фразеологію. Зародкову версію цього стилю вже використали в попередніх композиціях Мерк'юрі для гурту «My Fairy King» (1973) і «The March of the Black Queen» (1974).

### Вступ (0:00–0:49)
Пісня починається із вступної а капели закритої гармонії із 5 частин у Сі-бемоль мажорі; підтвердженню цьому служить наявність каденції тоніки-домінанти (Фа четвертої октави — Сі-бемоль) у мультитрековому записі Мерк'юрі, хоча у музичному відео всі чотири учасники гурту співають цю частину пісні синхронізовано. Текст пісні ставить запитання, чи життя є «справжнім», або ж «лише фантазією, замкненою у зсуві» перед закінченням, де співається про те, що «реальності не уникнути».
Через 20 секунду починається вступ роялю і пісня на короткий час переходить у Мі-бемоль мажор, а вокал Мерк'юрі чергується із іншими вокальними частинами. Оповідач представляє себе як «звичайного бідного хлопця», але виголошує, що він «не хапає з неба зірок», тому що йому «то добре на душі, то сумно на серці» (якщо слухати за допомогою стерео, то перша частина останньої фрази чутна через лівий динамік, а друга — через правий); використання джазової імпровізаційної зовнішньої техніки при «не хапає з неба зірок» підкреслює мрійливу атмосферу цієї частини композиції. Закінчення цієї секції позначене вступом басів та програванням перехресного вамп-остинато на піаніно у Сі-бемолі.

### Балада (0:49–2:40)
Фортепіано починається в Сі-бемоль мажор разом зі вступом бас-гітари Джона Дікона, відзначаючи початок цього розділу. Після того, як він грає двічі, починається вокал Мерк'юрі. По ходу розділу, вокал розвивається від м'яко співаної гармонії до захопленого сольного виконання Мерк'юрі. Оповідач пояснює своїй матері, що він «тільки що вбив людину», «приставивши дуло до її голови» і при цьому зіпсувавши своє життя. Цей «конфесійний» розділ, за словами Вайтлі, «ствердно відноситься до духовенства і життєвої сили жіночності і необхідності відпущення гріхів». В середині куплету (1:17) вступають барабани Тейлора, а спадний хроматичний прогін призводить до тимчасової модуляції до Мі-бемоль мажор (на чверть). Оповідач робить вдруге кілька зверненнь до своєї «мами» у новому ключі, продовжуючи оригінальну тему. Оповідач пояснює свій жаль з приводу того, що «вона плаче», закликаючи «маму» «продовжувати жити так, ніби нічого не сталося». Коротка, спадна варіація фортепіанної фрази з'єднується з другим куплетом.
Коли балада переходить до свого другого куплету, оповідач показує, наскільки він стомлений і побитий своїми діями (тоді як Мей робить вступ на гітарі і імітує верхній діапазон фортепіано на 1:50). Мей імітує дзвоник під час рядку «по спині пробіг холодок», граючи на струнах своєї гітари з іншої сторони музичного переходу. Оповідач прощається зі світом, оголошуючи, що він «повинен йти» і готується «дивитися правді в очі», визнаючи: «Я не хочу вмирати / і шкодую про те, що колись з'явився на світ». Тут і починається гітарне соло.

### Гітарне соло (2:40–3:05)
Ближче до кінця розділу балади гурт будує інтенсивність, включаючи гітарне соло (у Мі-бемоль мажор), яке виконав і склав Мей. Інтенсивність продовжує будуватися, але як тільки басова лінія завершує своє зниження, встановивши модуляцію до нової тональності (Ля мажор), весь гурт різко затихає на 3:03, за винятком тихого стакато з акордами на фортепіано в тональності Ля мажор (восьма нота), що значає початок розділу «Опера».

### Опера (3:05–4:07)
Різка серія ритмічних змін та перемін у гармоніях представляє слухачу псевдо-оперну середню частину композиції, яка містить шматок складного багатошарового вокалу, котрий описує спускання оповідача у пекло. Хоча основний імпульс пісні підтримується і надалі, динаміка починає варіюватися від секції до секції: починаючи від вокалу Мерк'юрі, який супроводжується грою на піаніно і закінчуючи багатовокальним хором, який акомпанується ударними, басом, піаніно та литаврами. Ефект хору було створено за допомогою техніки, при якій Мей, Мерк'юрі та Тейлор повторно співали свої частини вокалу, які в результаті створили 180 окремих повторів. Ці повтори потім були об'єднані в послідовні субмікси. Відповідно до Роджера Тейлора, голоси Мейя, Мерк'юрі та його самого у комбінації створювали широкий вокальний діапазон: «Браян міг дістатися до доволі низьких нот, у Фредді дуже сильний голос на середніх тонах, а я вправний у високих матеріалах». Гурт прагнув створити «стіну звуків, яка починається із самого низу і прямує доверху». Гурт використав «ефект курантів» для частин тексту пісень із словами «Magnifico» та «Let me go». Також для «Let me go» Тейлор продовжував співати і надалі у підвищуванні нот після того як решта хору припинила спів.
В уривку в тексті пісні згадується про Скарамуччу, фанданго, Галілео Галілея, Севільського цирульника, Вельзевула та Басмала, які стають конкуруючою фракцією, котра бореться за душу оповідача. Секція, в якій хор виконує слова «Вельзевул відвів від мене убік диявола!» виконується у блоці акорду Сі-бемоль мажора. У фінальному акорді Роджер Тейлор бере найвищу ноту через фальцет Сі-бемоль другої октави.
Використовуючи технологію 24-треків, яка була доступною на той час, на розробку секції «Опери» пішло три тижні. Продюсер Рой Томас Бейкер сказав: «Кожного разу, коли Фредді доходив до наступного "Галілео", я йшов за наступною бобіною». Бейкер пригадував, що вони постійно затирали стрічку, що змушувало їх часто переставляти її із одного місця на інше.

### Рок (4:07–4:54)
Оперна частина веде до рокової інтерлюдії з гітарним рифом, написаним Мерк'юрі. На 4:15 четверний трек Мерк'юрі (в стерео чотири доріжки розділені дві на праву колонку, дві на ліву) співає сердиті слова на адресу неназваного «тебе» зі звинуваченням у зраді та кривді й повторенням «ти не можеш так вчинити зі мною, бебі». Далі зі зниженням слідують три гітарні фрази. Тоді Мерк'юрі грає схожу у Сі-бемоль мажор послідовність на піаніно, зі сповільненням підводячи пісню до завершення.

### Закінчення (4:54–5:55)
Після того як Мерк'юрі програє висхідні октави нот, починаючи із Сі-бемоля міксолідійського ладу (складених із нот шкали Мі-бемоль), пісня повертається до темпу та форми вступу; спочатку у Мі-бемоль мажорі, а опісля швидко модулюється до До мінору лише для того, аби незабаром пройти через раптові короткі серії модуляцій, які знову повертаються до До мінору при фінальній секції «nothing really matters». Гра на гітарі акомпанує приспіву «ooh, ooh yeah, ooh yeah». Мелодія подвійнотрекової близнюкової гітари програється через підсилювач, створений Джоном Діконом, лагідно прозваного «Deacy Amp». Знову з'являється рядок Мерк'юрі «Nothing really matters...», який Шейла Вайтлі прокоментувала наступним чином: «він ніжно підтримується легким арпеджіо піаніно, що свідчить і про відхід мелодії (мінорні тональності), і про нове почуття свободи у широкому діапазоні вокалу». Після того, як рядок «nothing really matters» повторюється декілька разів, пісня нарешті йде на завершення у ключі Мі-бемоль мажору якраз перед самою кінцівкою. За фінальним рядком «Any way the wind blows» слідує тихий звук биття в гонг, котрий знімає напругу, нарощену протягом всієї пісні.

## Текст пісні
«The New York Times» прокоментувала, що «найбільш характерною рисою пісні є фаталістичний текст». Мерк'юрі відмовився пояснювати свою композицію, крім як говорити про взаємини; гурт як і раніше захищає таємницю пісні. Браян Мей підтримує пропозиції про те, що в пісні містяться приховані посилання на особисті травми Мерк'юрі. Він згадує: «Фредді був дуже складною людиною: легковажним і забавним на поверхні, але він приховував невпевненість і проблеми в зведенні свого життя з дитинства. Він ніколи не пояснював тексти, але я думаю, що він показав у цій пісні самого себе». Мей, однак, казав, що гурт погодився з тим, що зміст тексту є приватним питанням для композитора. У документальному фільмі «BBC Three» про створення «Bohemian Rhapsody» Роджер Тейлор стверджував, що істинний сенс цієї пісні «досить зрозумілий з невеликою кількістю нісенітниці посередині».
Фредді Мерк'юрі
Коли гурт випустив касету «Greatest Hits» в Ірані, до неї прикладалася листівка перською мовою, де містився переклад і пояснення (інформацію було взято з книги, опублікованої в Ірані під назвою «Марш чорної королеви» Сари Сефаті і Фархата Аркані, яка включала всю біографію гурту і лірику всіх пісень з перським перекладом (2000)). У поясненні «Queen» заявляли, що «Bohemian Rhapsody» — це молода людина, яка випадково вбила когось і, подібно Фаусту, продала свою душу дияволу. У ніч перед стратою вона звертається до Бога кажучи: «Бісмілляг» («В ім'я Бога» арабською мовою) і за допомогою янголів рятує свою душу від Шайтана (диявола в ісламі).
Попри це, критики, як журналістські, так і академічні, міркували над сенсом текстів пісень. Деякі вважають, що текст описує суїцидального-вбивцю, якого переслідують демони або зображує події, що передували страті. Останнє пояснення вказує на роман Альбера Камю «Сторонній», в якому молода людина зізнається в імпульсивному вбивстві і має прозріння, перш ніж її стратять, як можливе натхнення. Інші вважають, що лірика була написана тільки відповідно до музики і не мала ніякого сенсу; Кенні Еверетт цитував Мерк'юрі, стверджуючи, що лірика була просто «випадковим римованим нонсенсом».
Проте, інші інтерпретували текст як спосіб впоратися з особистими проблемами. Учений-музикознавець Шейла Вайтлі зазначає, що в особистому житті Мерк'юрі настав переламний момент саме того року, коли він написав «Богемську рапсодію». Він прожив з Мері Остін сім років, але тільки що почав свою першу любовну історію з чоловіком. Вона вважає, що пісня дає уявлення про емоційний стан Мерк'юрі в той час, «живучи з Мері („Мама“, Мері як мати) і бажаючи відірватися („Моя мамо, відпусти мене“)». Інші вважають, що це завуальоване посилання на камінг-аут, який мав серйозні наслідки за законами проти содомії того часу.

## Реліз

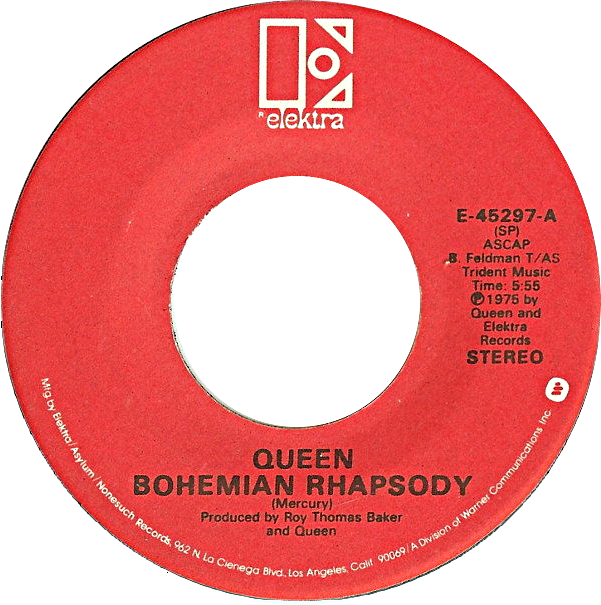
Етикетка «А»-сторони американського релізу синглу з піснею

Коли гурт захотів випустити сингл у 1975 році, різні керівники натякали йому, що тривалість у 5 хвилин і 55 секунд занадто довга, через що він ніколи не стане хітом. Пісню показали іншим музикантам, які коментували її словами, щоб гурт не сподівався, що її коли-небудь будуть грати на радіо. За словами продюсера Роя Томаса Бейкера, він і гурт обійшли це корпоративне рішення, прокрутивши пісню на «Capital Radio» за допомогою ді-джея Кенні Еверетта: «у нас була копія з бобіни на бобіну, але ми сказали йому, що дамо лише, якщо він пообіцяє її не крутити. Я не крутитиму, сказав він, підморгуючи…». Їх план працював — Еверетт «дражнив» своїх слухачів, граючи лише частини пісні. Попит аудиторії посилився, коли Еверетт відтворював повну пісню на своєму шоу 14 разів за два дні. Натовпи шанувальників намагалися придбати сингл наступного понеділка, але в магазинах відповідали, що він ще не вийшов. В той же вік-енд Пол Дрю, який керував радіостанціями «RKO» в США, почув пісню з шоу Еверетта в Лондоні. «Просунувши» свою руку в американський лейбл «Queen», «Elektra», Дрю вдалося дістати копію касети і почати крутити пісню в США. В інтерв'ю «Sound on Sound» Бейкер розмірковував, що «це була дивна ситуація, коли радіо по обидва боки Атлантики «"ламало" запис, який, за словами звукозаписних компаній, ніколи не буде транслюватися!». Зрештою вийшов невідредагований сингл з піснею «I'm in Love with My Car» на Б-стороні. Після сміливої витівки Еверетта в жовтні 1975 року Ерік Холл, відомий музичний промоутер, дав копію Девіду «Дідді» Гамільтону, щоб той прокручував пісню на шоу «Radio One». Ерік заявив: «Монстр, монстр! Це може бути хітом!».
Пісня стала «різдвяним синглом номер один» у 1975 році, посідавши перше місце протягом дев'яти тижнів. «Bohemian Rhapsod» була першою піснею, яка посідала першу позицію у Великій Британії двічі з однією і тією ж версією будь-коли, і є також єдиним «різдвяним синглом», що двічі ставав «номер один» з однією і тією ж версією. Другий, повторний випуск (як подвійний сингл на A-стороні з піснею «These Are the Days of Our Lives») вийшов у 1991 році після смерті Мерк'юрі, сингл залишався на першому місці протягом п'яти тижнів.
У Сполучених Штатах сингл також був успішним, хоча і меншою мірою, ніж у Великій Британії. Сингл, що вийшов в грудні 1975 року, досяг 9 позиції в «Billboard Hot 100» і отримав «золоту» сертифікацію від Американською асоціацією звукозаписної індустрії, було продано один мільйон екземплярів. Повторний реліз синглу 1992 року (популяризований появою пісні у фільмі-хіті «Світ Вейна») досяг другої позиції у чарті «Billboard». У ретроспективному інтерв'ю Ентоні ДеКертіс з «Rolling Stone» пояснював відносно низьку продуктивність пісні в американських чартах, заявивши, що це «квінтесенціальній приклад того, що такого роду речі, точно не проходять добре в Америці». Пісня провела 24 тижні у чарті «Billboard» («Billboard's» year-end chart) на кінець року, де вона посідала 18 позицію, що вище, ніж деякі цифри року. Завдяки канадській компанії, що займається куплею та публікацією записів, у Канаді сингл досяг більшого успіху, досягнувши першої позиції в національній сингловій таблиці «RPM» за тиждень, що закінчився 1 травня 1976 року.
«Bohemian Rhapsody» була перевидана як подвійний сингл на A-стороні касети з піснею «The Show Must Go On» у січні 1992 року після смерті Фредді Мерк'юрі, а виручені кошти надійшли до Фонду Magic Johnson для досліджень СНІДу. Пісня знову потрапила до чарту «Billboard Hot 100» після 16 років, досягнувши 2-ї позиції і провівши там 17 тижнів, на кінець року вона посідала 39-ту позицію. Після виходу фільму «Богемна рапсодія», натхненням до створення якого послужила пісня, вона втрєте потрапила до чарту, посівши 33, після 26 років з моменту її останнього перебування у чарті. 8 серпня 2005 року пісня вдруге отримала «золоту» сертифікацію «RIAA», було продано понад 100 000 цифрових завантажень, а 23 квітня 2014 року вона отримала чотирикратну «платину» з комбінованих цифрових продажів і стримів. Було продано 4.4 мільйони цифрових копій в США станом на вересень 2017 року.

## Музичне відео
Хоча деякі виконавці створювали відеокліпи для супроводу своїх пісень (у тому числі і «Queen», наприклад, «Keep Yourself Alive», «Seven Seas of Rhye», «Killer Queen» і «Liar» вже мали «поп-промо», як вони називалися на той час), тільки після успіху «Bohemian Rhapsody», створення рекламних відеороликів для окремих записів виконавців стало звичайною практикою для фірм звукозапису. Ці відеоролики могли бути показані на телевізійних шоу, наприклад, таких як програма «BBC» «The Top of Pops», без потреби з'являтися виконавцю особисто. Промо-відео також дозволило виконавцям транслювати свою музику та супроводжувати її власним вибором візуальних ефектів, а не танцюристами, такими як «Pan's People». За словами Мея відео зробили для того, щоб гурту не довелося «роззявати роти» в передачі «Top of the Pops», бо влаштовуючи пантоніму з такою складною піснею, вони виглядали б недоречно. Він також сказав, що гурт знав, що вони збираються з'явитися під час туру на майданчику «Caird Hall» в Данді і не можуть з'явитися в програмі в будь-якому випадку. Відео сприйняли як запуск ери «MTV».
Гурт використовував «Trillion», дочірню компанію «Trident Studios», їхньої колишньої керуючої компанії і студії звукозапису. Вони найняли одну зі своїх вантажівок і доставили її в «Elstree Studios», де гурт репетирував сет-лист пісень свого туру. Відео керував Брюс Говерс, який випустив відеоролик про виступ гурту 1974 року в театрі «Rainbow» в Лондоні, яке записали оператор Баррі Додд та помічник директора/генерального менеджера Джим Маккутчеон. Відео записали всього за чотири годині 10 листопада 1975 року, його кошторис склав 4500 фунтів стерлінгів. Говерс повідомив, що гурт був залучений до обговорення відео і кінцевого результату, сказавши «була кооперація якоюсь мірою, але був тільки один лідер».
Відео відкривається кадрами з чотирма учасниками гурту в темряві, коли вони співають частину а капели. Вогні згасають, і кадри переходять у великі плани Фредді. Композиція кадру така ж, як і обкладинка фотографа Міка Рока для другого альбому гурту «Queen II». Фото, натхненне фотографією акторки Марлен Дітріх, яка була улюбленим іміджем гурту для самих себе. Відео надалі згасає, показуючи членів гурту, що грають на своїх інструментах. В оперній частині відео в кадрі знову з'являється інсценування фотографії з альбому «Oueen II», після якого члени гурту ще раз виступають на сцені впродовж хард-рокового фрагменту. У заключні секунди кліпу Роджера Тейлора показано роздягнутим вище пояса і він б'є у гонг у стилі «людини з гонгом», логотипу кінокомпанії «The Rank Organisation», відомої британцям за початковим кадром всіх фільмів цієї компанії.
Всіх спецефектів досягли під час запису, а не редагування. Візуального ефекту каскадування особи Мерк'юрі (під час лінії-відлуння «йди») досягли шляхом направлення камери на монітор, що дає візуально зворотний зв'язок, відблиски, аналогічні зворотному відтворенню звука. Сотову ілюзію створили з використанням формованого об'єктива. Відео редагували впродовж п'яти годин, тому що воно повинно було транслюватися того ж тижня, на якому воно було записано. Відео відправили на «BBC», щойно його завершили, його вперше транслювали на «Top of the Pops» в листопаді 1975 року. Після того як відео через кілька тижнів опинилося на першому місці, було створено редаговане відео. Найочевиднішою відмінністю якого є полум'я, накладене у вступі, а також кілька альтернативних ракурсів камери.

## Оцінки критиків
Хоча ця пісня стала однією з найшанованіших в історії популярної музики, первісна критична реакція була неоднозначною. Британські музичні газети відреагували з подивом, визнавши, що пісня була оригінальною і технічно досконалою, але переважно вони залишалися байдужими. Піт Ерскін з «NME» зауважив, що «Буде цікаво подивитися, чи буде вона повністю відтворюватися на радіо. Вона виконана дуже добре, але більше з точки зору виробництва, ніж чого-небудь ще… Хтось десь вирішив, що наступний реліз хлопців повинен звучати "епічно". І це відбулося. Вони звучать надзвичайно важно».
Аллана Джонса з «The Melody Maker» пісня не вразила, який описав її як «приголомшливо вражаючу підробку невідповідних музичних стилів», і що «Queen» «винайшли для наближення божевільної люті Аматорського оперного суспільства Балхема, виконуючого „Піратів Пензанса“... „Богемську рапсодію“, сповнену драми, пристрасті і романтики, яка звучить радше як одна з тих міні-оперних справ, які Піт Таунсенд використовував для того, щоб підходити до кінця альбомів „Who“», завершивши словами: «Значення композиції повністю вислизає від мене, хоча я повинен визнати, що вона жахливо захоплююча. Ймовірно, це буде величезний удар, попри її довжину». Рея Фокса-Каммінга з «Record Mirror» пісня теж не вразила, він говорив: «Вона зовсім не має продажного пункту: між численним частинами ледь знайдеться уривок мелодії, не кажучи вже про рядок слів, за який можна було б зачепитися. Не можна заперечувати того, що вона до біса розумна, охоплює усе від шматків оперної гармонії до уривків, що звучать як „Sparks“ та Девід Кессіді, але, у підсумку усе вкупі менше, ніж частини». Найпозитивніший відгук  зробив «Sounds», який назвав її «неймовірно розрізненим і складним, але сліпуче розумним епіком з гарячкового розуму Фредді Мерк'юрі».

## Вплив

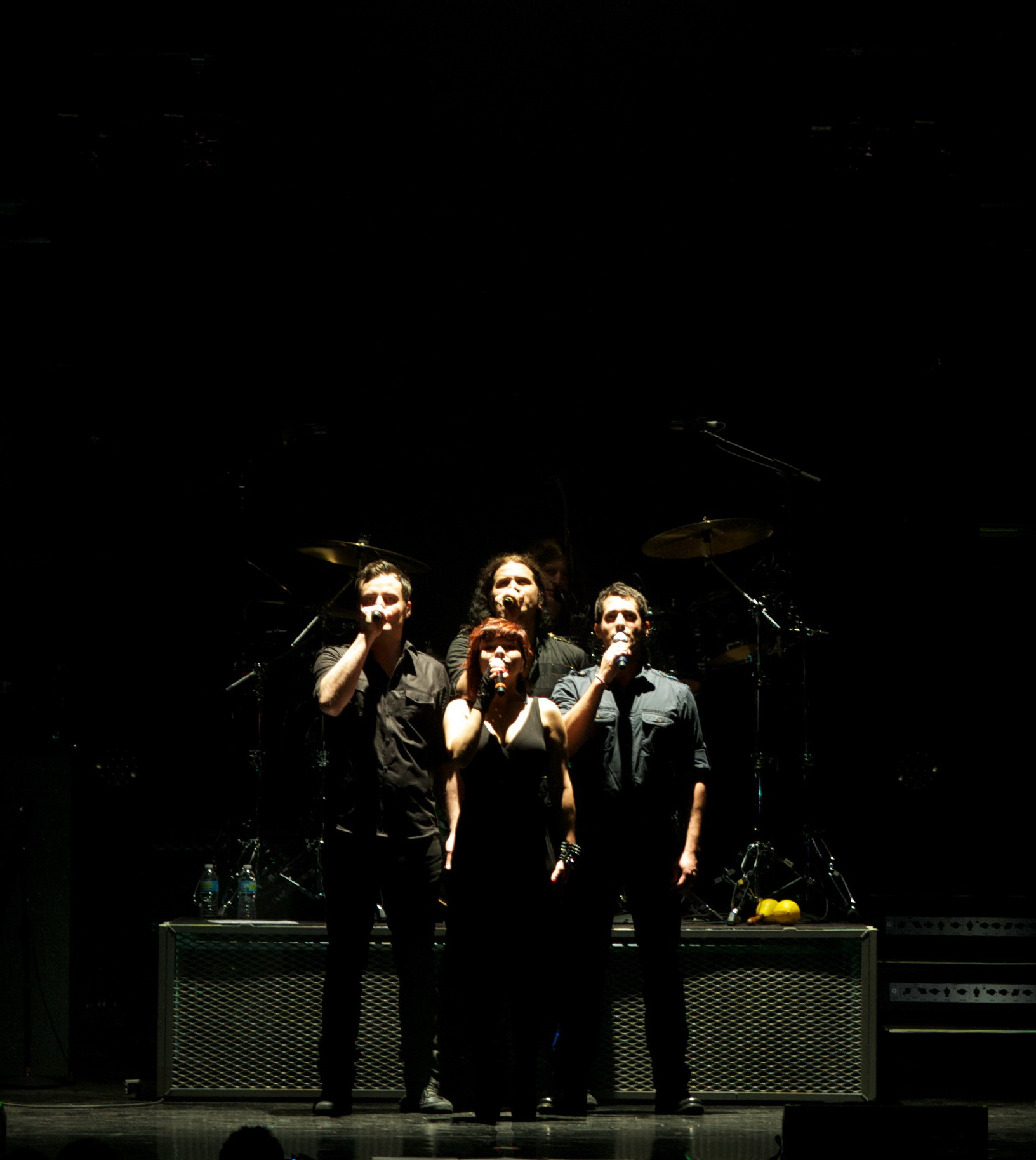
Виконання пісні під час «Queen Extravaganza Tour» в театрі «Fox», Детройт, 2012 рік

З точки зору виконання, пісні передує сингл «Good Vibrations» 1966 року гурту «The Beach Boys», який також зібрали в одне ціле використавши різні розділи. Лідер гурту «The Beach Boys» Браян Вілсон високо оцінив пісню «Bohemian Rhapsody». У 1976 він назвав її «найбільш конкурентоспроможним треком, який виходив за століття» і «здійсненням і відповіддю на молитви підлітків у артистичній музиці». Продюсер Стів Левін сказав, що трек подолав «всі звукові бар'єри», як в «Good Vibrations» гурту «Beach Boys», «Be My Baby» Філа Спектора (1963), так і в «I'm Not in Love» (1975) гурту «10cc». Грег Лейк, котрий не зміг досягти першого місця в чартах Британії із своєю піснею «I Believe in Father Christmas» у 1975 через шалений успіх «Bohemian Rhapsody», визнав, що «був переможений одною із найвизначніших композицій, які були коли-небудь записані», називаючи її «записом, який роблять лише раз у житті».
Звертаючись до тривалої популярності пісні, автор і музичний лектор Йохен Ейзентраут писав у 2012 році: «За рік до того, як панк зробив його немодним, прогресив-рок мав вражаючий успіх з теоретично довгим (майже 6-хвилинним) синглом „Bohemian Rhapsody“, яка носила багато відмінних рис жанру „прог“». Він сказав, що «унікально в цей момент чути сингл в цьому стилі», він був «більш доступним, ніж інша музика жанру», і «міг спілкуватися за межами звичайних обмежень стилю». Автор і історик прогресивного року Стівен Ламб назвав його «чудовим» синглом і сказав, що він «забезпечує акуратний міст, що збігається між „прогом“ в розквіті сил і переходом до агресивнішого написання пісень», припускаючи, що пісня «схожа на гротескну (хоча, ймовірно, ненавмисно) пародію на прогресив-рок». «The Rolling Stone Album Guide» описало пісню як «прог-рок-тест або найскладнішу новинку, коли-небудь записану». У 2015 музичний критик із «Chicago Tribune» Грег Кот, пишучи для «BBC», назвав сингл «ракетою-оперетою прогресивного року» і сказав, що «пісня є працею скоріше безумного генія, ніж обмеженим у часі ризикованим трюком для привернення уваги — вона буде звучати через покоління».
У 2009 році музичний критик «The Guardian» Том Сервіс вивчив відносини пісні з традиціями класичної музики, описавши її популярність як «одне з найдивніших музичних явищ»:
«Прецедент „Bohemian Rhapsody“ відбувся так само у 19 столітті класичних традицій рапсодичних напівреальних мрій — як наприклад, звучання робіт Шумана чи Шопена на піаніно, чи симфонічні поеми Штрауса чи Ліста — як і у прогресивному році чи сучасній поп-музиці 1975-го. І все тому, що пісня сформована спритною рукою тих майстрів-музикантів, яких існує дуже-дуже небагато: ілюзія присутності широкої різноманітності стилів — від вступу, до балади, опери, хард-року, коди — об'єднує все у єдиний виклад і створює драму, яка має поза собою сенс. Це класичний приклад об'єднання різноманітності, котру піднесені музичні коментатори чули у симфоніях Бетховена чи операх Моцарта. І саме цим і є ця композиція: мініатюрною оперетою/рапсодією/симфонією/симфонічною поемою»
Провели також порівняння між піснею та епічною епопеєю «Led Zeppelin» «Stairway to Heaven», яку написали музичниі автори Пет Проун і HP Newquist. Вони помітили, що всі пісні мали «повільний, вступний початок і поступовий підйомом до розлюченого металевого джему і назад», причому помітною відмінністю було те, що «в той час, як „Zeppelin“ об'єднав народні настрої з важким металом, „Queen“ вибрали світло величі оперетти як частини їхнього хард-року». Вони сказали: «Тільки для чистоти, не кажучи вже про Меївські клепальні електричні праці, „Bohemian Rhapsody“ по праву стала одним з найкращих синглів 1975 року і заснувала „Queen“ в елітних рок-гуртах сімдесятих».
У 2015 році «The Economist» назвав пісню «одним з найінноваційніших елементів епохи прогресивного року». Він писав: «Хоча Джон Пол Джонс і „бітлівець“ Пол Маккартні експериментували з симфонічними елементами, а Роджер Вотерс з „Pink Floyd“ і Піт Таунсенд з „The Who“, створили наративні альбоми з різними „рухами“, ніхто не мав сміливості імпортувати мініатюрну оперу в рок-музику».

### «Світ Вейна»
Пісня здобула нову популярність у 1992 році завдяки тому, що ввійшла в саундтрек фільму «Світ Вейна». Режисер фільму Пенелопа Сфіріс не наважувалася використовувати цю пісню, тому що вона не зовсім відповідала головним персонажам, які були прихильниками менш яскравого хард-року та хеві-метала. Майк Маєрс наполягав на тому, що пісня підходить для сцени. Згідно з твердженням музикознавця Теодора Грацика, до 1992 року радіостанції навіть «класичного року» припинили пускати в свої ефіри 6-хвилинні пісні. На думку Грацика, те, що пісня звучить зсередини, після «слів, які визначають її зміст... змушує глядачів фільму реагувати на присутність цієї пісні у згаданій сцені без "коментаря" самого тексту пісні». За допомогою наявності успішного синглу «Bohemian Rhapsody» у платівці, альбом із саундтреками до фільму став хітом.
У зв'язку з цим вийшло нове відео, яке містило уривки з фільму з кадрами оригінального відео «Queen», а також деякі «живі» кадри гурту. Маєрс був нажаханим через те, що в компанії звукозапису були змішані кліпи із фільму з оригінальним відеороликом «Queen», побоюючись, що це засмутить гурт. Він сказав: «Вони тільки що обіссяли Пікассо». Він попросив компанію звукозапису пояснити «Queen», що відео не є його ідеєю, і що він вибачився перед ними. Гурт, однак, відправив відповідь, просто сказавши: «Дякуємо за використання нашої пісні». Це шокувало Маєрса, який сказав, що це має бути більше схоже на те, як він каже «Queen»: «Дякую тобі, що навіть дозволив мені торкнутися краю твого одягу!».
Версія музичного відео «Bohemian Rhapsody» із фільму «Світ Вейна» виграла для гурту «Queen» його єдину нагороду «MTV Video Music Award» у категорії «Найкраще відео з фільму». Коли учасники гурту Браян Мей та Роджер Тейлор піднялись на сцену, аби прийняти нагороду, Мея переповнили емоції і він сказав, що «Фредді б шалено зрадів». В останній сцені музичного відео актори позують у тих же позах, що і учасники гурту в оригінальному відеокліпі «Bohemian Rhapsody», після чого відео повільно переходить у фотографію 1985 року із ідентичною позою, яка вперше з'явилася у музичному відео до пісні «One Vision».
У біографічному фільмі «Богемна рапсодія» у Маєрса є камео фіктивного продюсера запису, який критикує пісню і відмовляється випускати її як сингл, заявляючи, що вона задовга для радіо і що це не та пісня, «коли тінейджери можуть увімкнути голосніше звук у своїй машині та вимахувати в такт головою», що є натяком на іконічну сцену зі «Світу Вейна». Пісню також використали у фільмі «Заряджена зброя 1», у сцені, що пародіює фільм «Світ Вейна».

### Досягнення і визнання

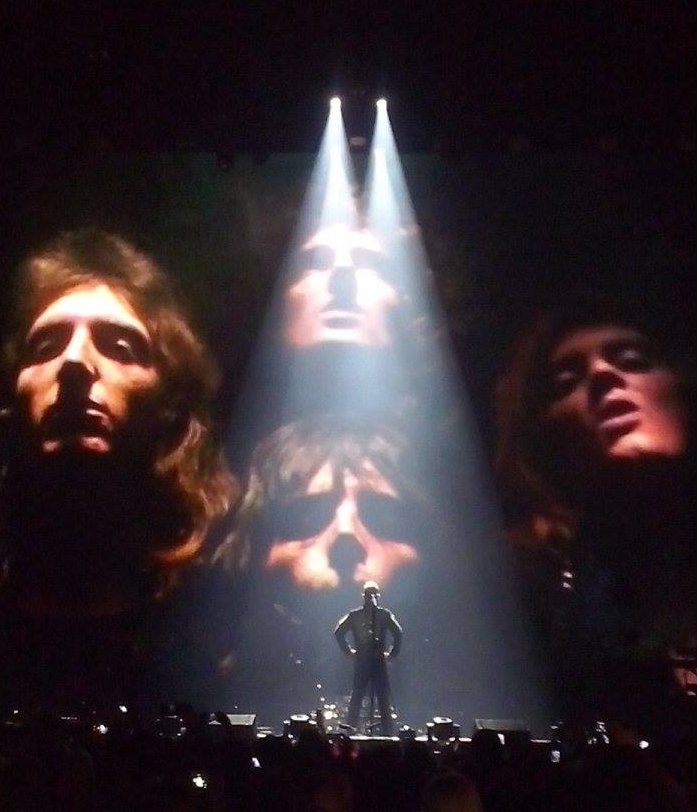
Роббі Вільямс на сцені в Польщі у 2015 році виконує пісню з зображенням «Queen» на задньому плані

Пісня отримала безліч нагород, до неї створювалися кавер-версії і пародії багатьма артистами. 1977 року «Bohemian Rhapsody» отримала дві номінації на премію «Греммі» за «За найкраще вокальне поп-виконання дуетом або гуртом» та «Найкраще вокальне аранжування». У 1977 році, всього через два роки після випуску пісні, Британська асоціація виробників фонограм назвала «Bohemian Rhapsody» найкращим британським синглом періоду 1952-77 років. В опитуваннях найкращих пісень Книга рекордів Гіннеса у 2002 році назвала «Bohemian Rhapsody» найкращим британським синглом усіх часів. Пісня також ввійшла до 500 пісень «Зали слави рок-н-ролу», які сформували рок-н-ролл.
У 2004 році пісня була введена в «Зал слави премії „Греммі“». Починаючи з 2004 року, «Bohemian Rhapsody» — друга за популярністю пісня на британському радіо, в клубах і на музичних автоматах, після пісні «A Whiter Shade of Pale» гурту «Procol Harum». 30 вересня 2007 року на «Radio 1 Chart Show», до 40-річчя «BBC Radio 1», було вказано, що «Bohemian Rhapsody» була найпопулярнішою піснею з моменту запуску «Radio 1». 2004 року «BBC Three» присвятила пісні одну з частин циклу передач «The Story of…», присвяченого конкретним пісням. У першій трансляції, що відбулася в грудні 2004 року, програма розповіла історію пісні і показала Роджера Тейлора і Браяна Мея в одній зі студій, де вона була записана. Пісня увійшла до музичної відеоігри «Guitar Hero: Warriors of Rock» і «Rock Band 3». «Bohemian Rhapsody» була представлена в другому трейлері і фіналі фільму «Загін самогубців» 2016 року і з'явилася на альбомі-саундтреці до нього, цю кавер-версію створив американський гурт «Panic! at the Disco». У грудні 2018 року «Bohemian Rhapsody» офіційно стала найпопулярнішою піснею 20-го століття, перевершивши пісню «Smells Like Teen Spirit» гурту «Nirvana» і «Sweet Child o' Mine» гурту «Guns N' Roses». «Bohemian Rhapsody» також стала найпопулярнішою класичною рок-піснею всіх часів. 11 грудня 2018 року за даними музичного лейблу «Universal Music Group» пісня набрала найбільше прослуховувань серед усіх композицій 20 століття — число її завантажень і відео до неї сягнуло 1,6 мільярдів в глобальних потокових сервісах за запитом.

### Опитування
Пісня також стала десятою в опитуванні «BBC World Service», ставши «улюбленою піснею світу». У опитуванні 2001 року понад 50 000 читачів газети «The Observer» і у телевізійному опитуванні Channel 4 «100 найкращих синглів номер один» пісня посіла друге місце після «Imagine» Джона Леннона. «Bohemian Rhapsody» потрапила до «топ-5» нідерландського щорічного чарту «Top 100 Aller Tijden», який з'явився у 1977 році, досягавши першої позиції у восьми випадках, що більше, ніж у будь-якого іншого виконавця. У 1999 році щорічне опитування «Топ-2000» розпочало пошук найкращих композицій, коли-небудь створених, і «Bohemian Rhapsody» посідала перше місце протягом чотирьох років (2005, 2010, 2014 і 2015 рік, коли вона була другою). Під час опитування читачів 2012 року, проведеного журналом «Rolling Stone», «Bohemian Rhapsody» була визнана найкращим вокальним виконанням в історії року. У 2010 році пісня посіла 166 місце в списку «500 найкращих пісень усіх часів» «Rolling Stone».
У 2012 році пісня очолила опитування «ITV» у Великій Британії, ставши «Національним фаворитом номер один» за понад 60 років музики, випередивши Майкла Джексона з піснею «Billie Jean» (2 позиція), Адель з піснею «Someone like You» (3 позиція), «Oasis» з піснею «Don't Look Back in Anger» (4 позиція) і «The Beatles» з піснею «Hey Jude» (5 позиція). Пісня також посіла 5 місце в списку фінської радіостанції «RadioMafia» «Топ-500 пісень».

### 40-річчя
Щоб відзначити 40-річчя «Bohemian Rhapsody», вона вийшла обмеженим тиражем на 12-дюймовому вініловому синглі з оригінальною Б-стороною з піснею «I'm In Love With My Car» 27 листопада 2015 року для музичного свята «Record Store Day 2015». «Queen» також випустили альбоми «A Night At The Odeon», «Live At Hammersmith 75», на CD, DVD та Blu-ray. Вони містять перше концертне «професійно» записане виконання «Bohemian Rhapsody». Однак найперший запис і концертне виконання «Bohemian Rhapsody» відбулося під час виступу в Ліверпулі 14 листопада 1975 року.

## Живе виконання
Початок а капели був занадто складним, аби виконувати наживо, тому Мерк'юрі пробував декілька різних способів виконання вступу пісні для концертних виступів. Коли в результаті живих виконань пісня «Mustapha» набула популярності, Мерк'юрі часто використовував вступну а капелу цієї пісні, оскільки вона була легшою для відтворювання на концертах, вокал співав лише він один. Під час «Hot Space Tour» та інколи поза його рамками, Мерк'юрі виконував імпровізовану гру на піаніно (зазвичай для вступу пісні «Death on Two Legs»), яка закінчувалася на перших нотах пісні «Bohemian Rhapsody». Часто, коли закінчувалася попередня пісня, Мерк'юрі сідав за піаніно, казав декілька фраз і починав грати баладну частину.

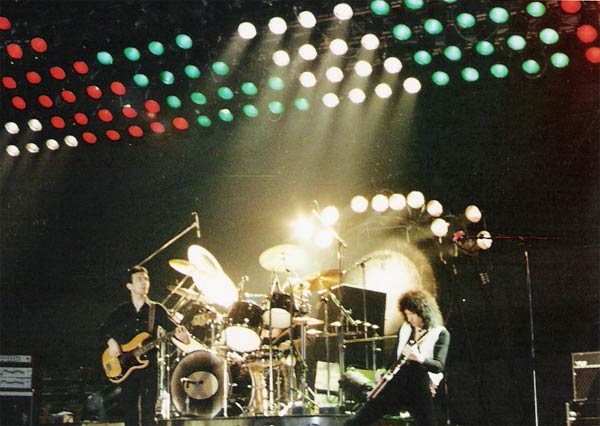
Зліва-направо: Дікон, Тейлор і Мей на концерті в Ганновері у 1979 році. За ударним комплектом знаходиться там-там, який використовувався в кінці «Bohemian Rhapsody».

Спочатку, після офіційного релізу пісні, розділ із середньою частиною опери створював для гурту проблему. Пісню було неможливо виконувати на сцені через її багатошаровість. Оскільки гурт не мав достатньої перерви між «Sheer Heart Attack Tour» та «A Night at the Opera Tour», аби знайти шлях до вирішення цієї проблеми, учасники прийшли до рішення розділити пісню на три частини. Вступ та завершення балади грали у вигляді попурі, використовуючи пісню «Killer Queen» замість оперної частини, а пісню «March of the Black Queen» — замість хард-рокової частини. На концертах 1976 року, де звучало те ж саме попурі, оперний розділ з альбому програвався з касети як вступ до сет-листу пісень. Під час цього програвання, Мерк'юрі періодично з'являвся для живого виконання слів «Я бачу маленький силует людини». Коли пісня підходила до хард-рокової частини, гурт з'являвся на сцені, яку наповняли димом, і починав виконувати наживо хард-рокову частину (без фінального баладного розділу, який з'явився пізніше в сет-листі виступів).
Починаючи з «A Day at the Races Tour» у 1977 році, гурт винайшов свій остаточний спосіб виконання пісні наживо. Вступ балади виконувався на сцені, а після гітарного соло Браяна Мея світло згасало, гурт залишав сцену, і виконувалася оперна частина, яка відтворювалася з плівки, в той час як кольорові ліхтарі сцени забезпечували світлове шоу, засноване на голосах оперної частини. Вибух піротехніки після високої ноти Роджера Тейлора у фіналі зі словами «для мене» оголошував про повернення гурту для хард-рокової частини і закриття балади. «Queen» виконували пісню у цій формі під час всього «The Magic Tour» 1986 року. Цей стиль виконання пісні також використовувався для Концерту пам'яті Фредді Мерк'юрі, де Елтон Джон співав відкриття балади, а потім після записаного на плівку оперного розділу, Ексл Роуз, співав хард-рокову частину. Джон і Роуз заспівали заключну частину балади разом в дуеті.
«Bohemian Rhapsody» виконувалася проєктом «Queen + Пол Роджерс» під час своїх турів в супроводі відео з Мерк'юрі. Кадри з «Live at Wembley '86» використовувалися для туру 2005/06 років, а виконання в Монреалі 1981 року використовувалося для «Rock the Cosmos Tour». Як і у випадку з турами «Queen», гурт залишав сцену під час оперної частини, яка супроводжувалася відео-даниною Фредді Мерк'юрі. Коли починалася хард-рокова частина, світло поверталося до всього гурту на сцені, включно з Полом Роджерсом, який виконував провідний вокал. Роджерс співав у дуеті з Мерк'юрі усю завершальну частину, дозволивши публіці проспівати заключне «Навряд чи це важливо для мене», тоді коли Мерк'юрі, записаний на плівку, розкланювався перед натовпом. Далі Роджерс повторював заключний рядок, і останні слова («Не важливо, куди подме вітер …») подавалися разом із ще одним зображенням Мерк'юрі, який усміхався публіці. Коментуючи цю постановку, Браян Мей говорить, що перед ними «був виклик, як подати усе так, наче Фредді тут і займає своє законне місце, водночас жодним чином не роблячи Пола меншим. Завдяки цьому ми теж були живими й присутніми, хоча й усвідомлювали наше минуле, й були гордими ним, як ми логічно і повинні були бути».
«Bohemian Rhapsody» виконувалася проєктом «Queen + Адам Ламберт» на концерті «Queen & Adam Lambert Rock Big Ben Live» в іншій версії, якої раніше вони ніколи не робили — початкову баладу Адам Ламберт та Мерк'юрі співали разом, тоді, після гітарного соло Мея, замість нормального світлового шоу у супроводі записаної на плівку оперної частини, гурт грав далі й виконував «Killer Queen». Після «Killer Queen» гурт виконував «рокову» та завершальну частини «Bohemian Rhapsody».

## Чарти
| Чарт (1975)                               | Позиція |
| ----------------------------------------- | ------- |
| Велика Британія (Official Charts Company) | 1       |

| Чарт (1976)                       | Позиція |
| --------------------------------- | ------- |
| Австралія (Kent Music Report)     | 1       |
| Бельгія (Ultratop Flanders)       | 1       |
| Канада (Canadian Hot 100)         | 1       |
| Німеччина (Media Control AG)      | 7       |
| Італія (Hit Parade Italia)        | 22      |
| Нідерланди (Dutch Top 40)         | 1       |
| Нідерланди (Mega Single Top 100)  | 1       |
| Нова Зеландія (RIANZ)             | 1       |
| Норвегія (VG-lista)               | 4       |
| Південна Африка (Springbok Radio) | 2       |
| Іспанія (IFPI)                    | 4       |
| Швеція (Sverigetopplistan)        | 18      |
| Швейцарія (Media Control AG)      | 4       |
| США Billboard Hot 100             | 9       |
| США Cash Box                      | 6       |

| Чарт (1991)                                                                                      | Позиція |
| ------------------------------------------------------------------------------------------------ | ------- |
| Ірландія (IRMA) Подвійна A-сторона з «These Are the Days of Our Lives»                           | 1       |
| Велика Британія (Official Charts Company) Подвійна A-сторона з «These Are the Days of Our Lives» | 1       |

| Чарт (1992)                      | Позиція |
| -------------------------------- | ------- |
| Австралія (ARIA)                 | 5       |
| Австрія (Ö3 Austria Top 75)      | 8       |
| Бельгія (Ultratop Flanders)      | 6       |
| Канада (Canadian Hot 100)        | 18      |
| Канада (Canadian Hot 100)        | 36      |
| Франція (SNEP)                   | 15      |
| Нідерланди (Dutch Top 40)        | 2       |
| Нідерланди (Mega Single Top 100) | 1       |
| Нова Зеландія (RIANZ)            | 16      |
| Швейцарія (Media Control AG)     | 8       |
| США (Billboard Hot 100)          | 2       |
| США Cash Box                     | 1       |

| Чарт (2018–2019)                          | Позиція |
| ----------------------------------------- | ------- |
| Австралія (ARIA)                          | 17      |
| Австрія (Ö3 Austria Top 75)               | 30      |
| Бельгія (Ultratop Flanders)               | 3       |
| Чехія (Singles Digitál Top 100)           | 1       |
| Канада (Canadian Hot 100)                 | 26      |
| Канада (Canadian Digital Song Sales)      | 6       |
| Франція (SNEP Singles Téléchargés)        | 3       |
| Франція (SNEP Megafusion)                 | 21      |
| Франція (SNEP Streaming)                  | 27      |
| Греція (IFPI)                             | 8       |
| Угорщина (Single Top 40)                  | 4       |
| Угорщина (Stream Top 40)                  | 3       |
| Італія (FIMI)                             | 11      |
| Японія (Japan Hot 100)                    | 12      |
| Малайзія (RIM)                            | 8       |
| Нідерланди (Mega Single Top 100)          | 26      |
| Нова Зеландія (RIANZ)                     | 20      |
| Словаччина (Singles Digitál Top 100)      | 5       |
| Сингапур (RIAS)                           | 24      |
| Іспанія (PROMUSICAE)                      | 26      |
| Швеція (Sverigetopplistan)                | 33      |
| Швейцарія (Media Control AG)              | 21      |
| Велика Британія (Official Charts Company) | 45      |
| США (Billboard Hot 100)                   | 33      |
| США (Hot Rock Songs) (Billboard)          | 2       |

| Чарт (1975)                       | Позиція |
| --------------------------------- | ------- |
| Велика Британія (BMRB)            | 22      |
| Чарт (1976)                       | Позиція |
| Канада RPM Top 100                | 6       |
| Велика Британія (BMRB)            | 35      |
| США Billboard Hot 100             | 18      |
| США Cash Box Singles              | 52      |
| Чарт (1991)                       | Позиція |
| Велика Британія (Gallup)          | 2       |
| Чарт (1992)                       | Позиція |
| Нова Зеландія (Recorded Music NZ) | 41      |
| Велика Британія (Gallup)          | 15      |
| США Billboard Hot 100             | 39      |
| США Cash Box Singles              | 22      |
| Чарт (2018)                       | Позиція |
| США (Hot Rock Songs (Billboard))  | 31      |

| Чарт (1970–79)        | Позиція |
| --------------------- | ------- |
| Велика Британія (OCC) | 7       |

| Чарт (1990–99)  | Позиція |
| --------------- | ------- |
| Велика Британія | 23      |

| Чарт (2018)             | Позиція |
| ----------------------- | ------- |
| США (Billboard Hot 100) | 517     |

## Продаж і сертифікації
| Країна | Сертифікація | Продано   |
| --- | ------------ | --------- |
| Австралія (ARIA) | 6×Платина    | 420,000^  |
| Канада (Music Canada) | 7×Платина    | 560,000^  |
| Данія (IFPI Denmark) | Платина      | 90,000^   |
| Німеччина (BVMI) | Золото       | 250,000^  |
| Італія (FIMI) | 3×Платина    | 150,000** |
| Нова Зеландія (RMNZ) | 2×Платина    | 40,000*   |
| Іспанія (PROMUSICAE) | Платина      | 50,000^   |
| Велика Британія (BPI) | 4×Платина    | 2.540.604 |
| США (RIAA) (фактично) | Золото       | 1.000.000 |
| США (RIAA) (завантаження) | 6×Платина    | 4.445.000 |
| * Дані про продажі засновані тільки на сертифікації ^ Дані збути засновані тільки на сертифікації **потокові дані, засновані тільки на сертифікації |              |           |